# ستيفن أمستردام
ستيفن أمستردام (بالإنجليزية: Steven Amsterdam)‏ (31 يناير 1966)؛ كاتب وروائي أمريكي.